# コローニ・C3B
コローニ・C3B (Coloni C3B) は、スバル・コローニ・レーシングが1990年のF1世界選手権に投入したフォーミュラ1カー。エンジンは富士重工業（スバル）とモトーリ・モデルニが共同開発した水平対向12気筒の1235エンジンを搭載した。C3Bは失敗作であった。8戦に参加し、1度も予備予選を通過することはできなかった。

## 背景
1988年をもってターボエンジンが禁止され、全車が自然吸気エンジンを使用することとなり、様々なエンジンビルダーがF1参入を試みた。スバルもその中の一つだった。スバルはイタリアのモトーリ・モデルニに資金提供し、その水平対向12気筒エンジンを供給することでF1に参入しようとしていた。1989年にミナルディがこのエンジンをテストしたが、使用には難色を示し、契約は成立しなかった。コローニはフォード・コスワース製エンジンを使用していたが、活動資金は常に不足していた。スバルはチームの株式の51%を購入し、エンジンを供給することとした。チームは既存のシャシーを改造してスバルエンジンを搭載し、開発を進めていくことになった。コローニ・C3Bは当初の設計意図に反して、水平対向12気筒エンジンを搭載したが、当初は過渡的なモデルになると考えられていた。実際にはC3Bはスバルエンジンを搭載した唯一のF1カーとなった。

## 開発
C3Bは1989年のC3の改良型であった。2台のC3の内1台が、V8型のフォード・コスワース・DFRエンジンに替えてスバル水平対向12気筒エンジンを搭載できるよう車体後部を改変された。スバルエンジンは重く、幅広であり車体はいくつかの変更を必要とした。エンジンはパイプ製のサブフレームで固定され、フレームはモノコックに固定するため箱形の補強が取り付けられた。ラジエーターはエンジンから離れた前方に取り付けられた。その結果、モノコックはサイドポッドも一体化した。サイドボックス内の冷却開口部は小さく、冷却空気はサイドボックスの2つ通路を通って車体に引き込まれた。全体的に、C3Bは運転が非常に困難であった。一部の資料によると、シーズン初期に重量は最低重量よりも約100kgオーバーしていたという。トランスミッションはミナルディ製のギアボックス(コローニがスバルF12エンジンに対応するギアボックスを開発出来なかったため)が搭載された。
チームは1台体制でシーズンに臨み、ドライバーはベルトラン・ガショーが起用された。彼は一度も予備予選を通過できなかった。エンジンは非常に重いだけでなく信頼性に欠け、一説には公称600馬力強というのは真っ赤な嘘で、500馬力どころか、450馬力前後程度しか出ない、と評されるほど非力であった。また、ガショーは「F3000よりも遅い」「恥ずかしい」と散々酷評していた。
フランスグランプリの後にスバルはF1から手を引き、コローニとの提携は終了した。コローニは再び自らのチームで参戦することとなったが、スバルは後継のエンジンが決定するまでエンジンの供給を続けた。チームはフォード・コスワース・DFRへエンジンを変更し、第9戦ドイツグランプリからはC3Cを投入した。

## F1における全成績
(key) （太字はポールポジション）
| 年     | シャシー      | エンジン                  | タイヤ | 車番 | ドライバー           | 1    | 2    | 3    | 4    | 5    | 6    | 7    | 8    | 9   | 10  | 11  | 12  | 13  | 14  | 15  | 16  | ポイント | 順位 |
| ------ | ------------- | ------------------------- | ------ | ---- | -------------------- | ---- | ---- | ---- | ---- | ---- | ---- | ---- | ---- | --- | --- | --- | --- | --- | --- | --- | --- | -------- | ---- |
| 1990年 | コローニ・C3B | スバル 水平対向12気筒 3.5 | G      |      |                      | USA  | BRA  | SMR  | MON  | CAN  | MEX  | FRA  | GBR  | GER | HUN | BEL | ITA | POR | ESP | JPN | AUS | 0        | -    |
| 1990年 | コローニ・C3B | スバル 水平対向12気筒 3.5 | G      | 31   | ベルトラン・ガショー | DNPQ | DNPQ | DNPQ | DNPQ | DNPQ | DNPQ | DNPQ | DNPQ |     |     |     |     |     |     |     |     | 0        | -    |